# OAR Gràcia Sabadell
El OAR Gràcia Sabadell es un club de balonmano de España, de la ciudad de Sabadell  (Barcelona). Fue fundado en 1953 y sus primeros equipos más representativos juegan en la Primera División Nacional de balonmano y División de Honor Plata Femenina.

## Historia
El primer logro a nivel nacional del OAR Gracia Sabadell fue el subcampeonato de Copa logrado la campaña 1958-59 en Bilbao, perdiendo la final contra otro equipo de Sabadell, el Arrahona, por 9-8. Cuatro años más tarde tomó el relevo del CD Sabadell como representante de la localidad barcelonesa en la máxima categoría del balonmano español, logrando su mejor clasificación en su temporada de debut (1962-63), al alcanzar el tercer puesto por detrás del At. Madrid y del CB Granollers.
La temporada 1970-71 es la última del club hasta la fecha en la División de Honor de balonmano, saldada con el descenso a Primera.